# Trygve Gulbranssen
Œuvres principales
- Là-bas... chante la Forêt
- Le Souffle de la Montagne
- Le Salut du Gaard

Trygve Emanuel Gulbranssen (15 juin 1894, Kristiania, Norvège - 10 octobre 1962, Eidsberg) est un écrivain, journaliste et homme d'affaires norvégien.
Il est connu pour ses trois livres, qui ont été vendus à plus de 12 millions d'exemplaires et qui ont été traduits dans plus de 30 langues.

## Œuvres
- Là-bas... chante la Forêt
- Le Souffle de la Montagne
- Le Salut du Gaard
- Les Maîtres de Björndal (première édition, qui consiste en Le Souffle de la Montagne et Le Salut du Gaard)

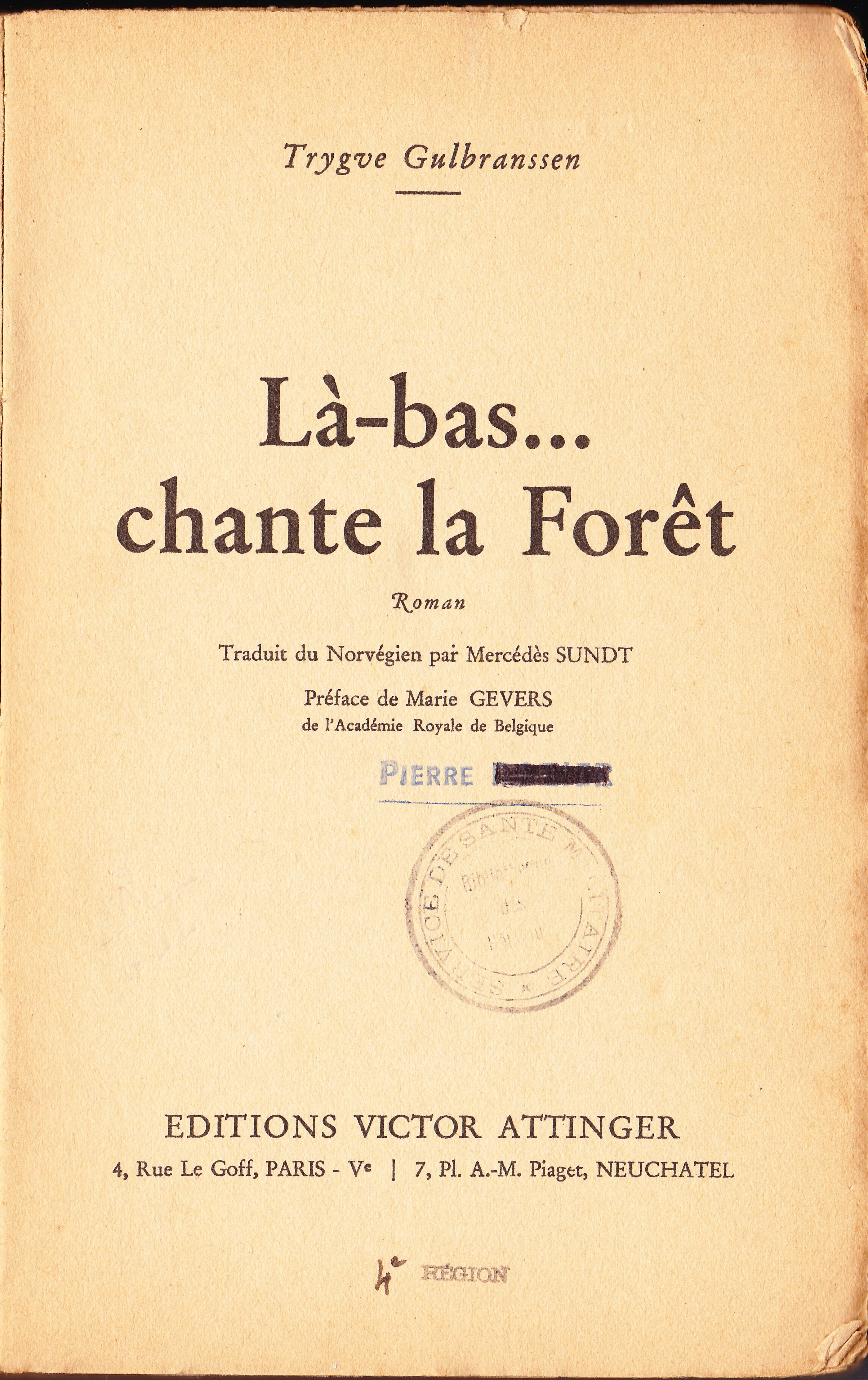
Une édition du livre Là-bas... chante la Forêt.
Photo de Hans Rasmus Glomsrud.